# Трібхуван
Трібхуван Бір Бікрам (Вір Вікрам) (неп. त्रिभुवन वीर विक्रम  30 червня 1906 — 13 березня 1955) — 8-й король Непалу в 1911—1950 і 1951—1955 роках.

## Життєпис
Походив з династії Шах. Син Прітхві Біра, короля Непалу, та Дівієшварі Лакшмі. Народився 1906 року в Катманду. 1911 року після смерті батька за підозрілих обставин, ймовірно того було отруєно, отримав корону, але фактичної влади не мав. Її здійснював прем'єр-міністр Чандра Шамшер з роду Рана при офіційному регентстві Дівієшварі Лакшмі.
Він одружився 1919 року у 12 років на подвійній церемонії. Напруженість між королівською родиною та Чандрою Шамшером почалася під час Першої світової війни, оскільки прем'єр-міністр бажав долучитися до неї на боці Великої Британії. В цьому молодий король та регентша отримали підтримку частину знаті та військових. Проте владу в державі все ще міцно контролював Чандра Шамшер, тому остаточно слово було за ним.
До середини 1930-х років невдоволення правління роду Рана призвело до створення кількох рухів, зокрема Непал Праджа Парішад (Непальські народні збори), який Трібхуван явно підтримував, щоб повалити прем'єр-міністра Юдху Шамшера. Останній в свою чергу посилив репресій проти усіх опозиціонерів. 1940 року було викрито змову за участь Непал Праджа Парішад з метою повалення влади Рана, внаслідок чого страчено 4 його лідера, 38 осіб отримало чималі терміни ув'язнення. Сам король набував все більшої популярності серед усім верств населення, особливо військових.
З початком Другої світової війни Юдха Шамшер знову долучився до допомоги Великої Британії, представники якої в свою чергу стали на захист Трібхувана. По завершенню війни поновилися рухи за лібералізацію та демократизацію, які оформилися 1947 року в формування партії Непальський конгрес.
1950 року британці залишили Індію, і становище короля ускладнилася. У листопаді Трібхувану із більшістю членів своєї родини вдалося втекти з палацу та знайти притулок в індійському посольстві. Потім за допомогою індійських військових король вирушив до Нью-Делі. Натомість прем'єр-міністр Мохан Шамшер оголосив новим королем Непалу онука Трібхувана — Г'янендру.
Усунення короля призвело до масових демонстрацій у країні, які змусили Мохана Шамшера почати переговори з Трібхуваном і Непальським конгресом. 22 листопада 1950 року Джавахарлал Неру, прем'єр-міністр Індії, офіційно оголосив, що Індія не збирається визнавати Г'янендру законним королем Непалу. Зрештою 13 лютого 1951 року було досягнуто угоди, згідно з якою Трібхуван повертався на трон, формувався новий уряд, що порівну складався з членів Непальського Конгресу та роду Рана, Мохан Шамшер зберігав посаду прем'єр міністра і міністра закордонних справ.
18 лютого Трібхуван повернувся до Катманду. Через 3 дні по тому король офіційно оголосив про скасування санаду від 1856 року і припинення правління роду Рани. Невдовзі було впроваджено Тимчасову конституцію, яка започаткувала Непал як конституційну монархію. Вже у листопад 1951 року Мохан Шамшер вимушен був подати у відставку. Новим очільником уряду став Матріка Прасад Койрала, президент Непальського конгресу. 
У серпні 1952 року під час парламентської кризи король перебрав усю владу в країні на себе, але вже в червні 1953 року передав управління прем'єм-міністру, яким знову став Матріка Прасад Койрала (президент новоствореної партії Джаната). 1954 року король виступив проти утворення СЕАТО. 1955 року Трібхуван виїхав на лікування до Цюріху, де помер. Трон спадкував його син Махендра.